# Kristoffer Andersen
Kristoffer Andersen (Etterbeek, 9 december 1985) is een Belgisch-Deens voormalig voetballer en huidig voetbaltrainer. Sinds 2021 is hij actief als assistent-trainer bij KAS Eupen.
Kristoffer Andersen is de zoon van Henrik Andersen, die in de jaren tachtig van de 20e eeuw voor RSC Anderlecht voetbalde. Kristoffer is een aanvallende middenvelder, zijn vader was een verdediger.

## Kindertijd
Kristoffer Andersen werd geboren in 1985 als zoon van de Deense voetballer Henrik Andersen en een Belgische moeder in Etterbeek. Hij bracht zijn vroege jaren door in Anderlecht, waar zijn vader speelde bij RSC Anderlecht. In 1990 verruilde Henrik Andersen van RSC Anderlecht voor de Duitse Bundesliga club FC Keulen. Kristoffer Andersen verhuisde toen met zijn ouders naar de Oostkantons en groeide er op. Kristoffer heeft de dubbele nationaliteit Deen-Belg.

## Carrière
De aanvaller begon in 1992 bij KAS Eupen te voetballen en groeide dus in België op. In 2000 belandde hij, net zoals zijn vader destijds, bij RSC Anderlecht. Maar in 2001 vertrok hij terug naar KAS Eupen.
In 2001 kwam hij even terecht bij de jeugd van Standard Luik, maar ook daar bleef hij niet lang. Drie jaar later vertrok hij voor de tweede keer naar KAS Eupen. In 2005 stapte hij over naar FC Brussels en maakte zo zijn debuut in de Eerste Klasse. In 2007 mocht de voetballer het proberen bij het 2e elftal van Borussia Mönchengladbach maar hij kon zich niet opwerken naar het 1e elftal, daarna speelde de middenvelder bij de Duitse 3e klasser VfR Aalen. In 2009 trok hij naar tweedeklasser MSV Duisburg. Met VfL Osnabrück en FC Ingolstadt 04 trad hij ook in de daaropvolgende seizoenen aan in de tweede Bundesliga. Op 6 juni 2012 tekende hij een contract bij Alemannia Aachen. De verbintenis loopt tot 2014. Hij zou zijn carrière als speler uiteindelijk afsluiten bij Fortuna Keulen waar Andersen van 2013 tot 2019 actief was.

## Statistieken
| Seizoen | Club                        | Land      | Competitie         | Wed. | Doelp. |
| ------- | --------------------------- | --------- | ------------------ | ---- | ------ |
| 2004/05 | KAS Eupen                   | België    | Tweede Klasse      | 33   | 4      |
| 2005/06 | FC Brussels                 | België    | Eerste Klasse      | 11   | 1      |
| 2006/07 | FC Brussels                 | België    | Eerste Klasse      | 13   | 0      |
| 2006/07 | Borussia Mönchengladbach II | Duitsland | Regionalliga Nord  | 15   | 2      |
| 2007/08 | Borussia Mönchengladbach II | Duitsland | Oberliga Nordrhein | 28   | 6      |
| 2008/09 | VfR Aalen                   | Duitsland | 3.Liga             | 26   | 1      |
| 2009/10 | MSV Duisburg                | Duitsland | 2.Bundesliga       | 22   | 0      |
| 2010/11 | VfL Osnabrück               | Duitsland | 2.Bundesliga       | 26   | 3      |
| 2011/12 | FC Ingolstadt 04            | Duitsland | 2.Bundesliga       | 2    | 0      |
| 2012/13 | Alemannia Aachen            | Duitsland | 3.Liga             | 25   | 0      |
| 2013/14 | SC Fortuna Köln             | Duitsland | Regionalliga West  | 26   | 1      |
| 2014/15 | SC Fortuna Köln             | Duitsland | 3.Liga             | 13   | 0      |
| 2015/16 | SC Fortuna Köln             | Duitsland | 3.Liga             | 25   | 1      |
| 2016/17 | SC Fortuna Köln             | Duitsland | 3.Liga             | 18   | 2      |
| 2017/18 | SC Fortuna Köln             | Duitsland | 3.Liga             | 5    | 0      |
| 2018/19 | SC Fortuna Köln             | Duitsland | 3.Liga             | 7    | 1      |
| Totaal  | Totaal                      | Totaal    | Totaal             | 295  | 22     |